# Dolichopeza geometrica
Dolichopeza geometrica är en tvåvingeart som beskrevs av Günther Theischinger 1993. Dolichopeza geometrica ingår i släktet Dolichopeza och familjen storharkrankar. Inga underarter finns listade i Catalogue of Life.